# Ariana Godoy
Ariana Godoy (Zulia, Venezuela, 5 de octubre de 1990) es una Docente y autora venezolana, reside desde 2016 en Raleigh, Carolina del Norte. Comenzó su carrera como escritora en 2009 durante su etapa universitaria, alcanzando gran popularidad gracias a las publicaciones que hacía en la plataforma gratuita de lectura y escritura en línea, Wattpad. Mi amor de Wattpad, publicada en 2011, fue su primer éxito dentro de esta plataforma, haciendo que ganara el premio a la Historia más leída y La Mejor Historia del año en los premios Watty. Es considerada uno de los mayores fenómenos literarios que han salido de esta aplicación.[cita requerida] Actualmente cuenta con más de dos millones de seguidores dentro de la comunidad global de 90 millones de lectores y escritores de dicha plataforma y 1,2 millones de seguidores en Instagram.

## Biografía
Nació en Zulia, Venezuela, lugar donde vivió su infancia y adolescencia. Estudio en la Universidad del Zulia la carrera de Educación con mención en idiomas modernos de inglés y francés. En 2016 emigró a Carolina del Norte (Estados Unidos), debido a que le ofrecieron ser profesora de español en un colegio en Raleigh. Allí trabajó durante aproximadamente cinco años y, tras ello, tomó la decisión de centrar su carrera como profesora más a la educación media, haciendo mayor hincapié en la impartición de clases basadas en la literatura. En septiembre del 2022 informó a través de sus redes sociales que abandonaba su profesión como maestra escolar para dedicarse por completo a la escritura.

## Carrera como escritora
Ariana había mostrado interés en la literatura desde su infancia, por lo que en 2010 decidió abrirse un perfil en la aplicación Wattpad, publicando bajo el usuario Ariana_godoy. La escritora, no contaba ni con Internet en su casa, ni con un ordenador en el que poder escribir sus textos, usando su móvil, el ordenador de un amigo o un cuaderno para poder escribir y posteriormente pidiendo a sus amigos que le compartieran Internet para poder publicar sus obras en la plataforma. En menos de un año Godoy ya contaba con más de 100.000 lectores en la aplicación.
Su salto como escritora llegó en 2011 con la publicación de su primera novela juvenil Mi amor de Wattpad, obra que narra la historia de amor entre una escritora de Wattpad y un chico que hacía comentarios negativos en la historia de la misma, y con la que aparte de ganar varios premios dentro de la aplicación, cuenta con 41 millones de lecturas y un millón de votos. Fue la primera novela que publicó en papel, teniendo esto lugar en 2016, contando con una reedición de la misma, la cual salió a la luz en 2021 por la Editorial Planeta, cambiando la portada de la misma. 
La siguiente obra que publicó fue A través de mi ventana, obra que ha sido y es un fenómeno global.[cita requerida] Se trata de la primera parte de la trilogía Los Hermanos Hidalgo, formada por la obra ya mencionada, A través de ti y A través de la lluvia. Se tratan de libros que a pesar de estar escritos más tarde, en la historia que narran suceden a la par que esta primera novela. Todas estas obras han sido publicadas primero en Wattpad y posteriormente han dado el salto al papel y a la gran pantalla, ya que contamos con las adaptaciones de estos 3 grandes exitos producidos por Netflix de A través de mi ventana,la segunda parte de esta (A través del mar) y una tercera entrega, para así seguir el orden de dicha trilogía.[cita requerida] En estas se expone la historia de los hermanos Hidalgo (Ares, Artemis y Apolo), los cuales pertenecen a una familia con un poder adquisitivo bastante alto, mezclando trapujos del pasado con sus romances.
Otra de las sagas de Ariana Godoy, es la saga de Darks, que cuenta por ahora con Heist y Fleur: Mi desesperada decisión. Al contrario de todas sus novelas publicadas hasta el momento, esta se centra más en el suspenso y en la fantasía, pasando a un segundo plano el drama y el romance, que caracterizan otras obras de la escritora. En estos libros se narra la historia del pueblo de Wilson, un lugar ortodoxo y religioso donde ha crecido la protagonista, Leigh, regida por unas costumbres bastante estrictas, hasta que la familia de los Stein se muda al lado suya, entonces su vida organizada empieza a cambiar. Al igual que la anterior saga, esta también fue publicada primero en Wattpad y luego ha sido llevada al papel.
En julio de 2022, Godoy público su obra más reciente Sigue mi voz, su historia más personal e íntima hasta el momento, en la cual refleja y se desahoga respecto a todo lo que la propia autora paso con su salud mental, usando a la protagonista de su obra como reflejo de esta situación.[cita requerida]
Actualmente Ariana Godoy cuenta con ocho historias dentro de la plataforma Wattpad, las cuales se pueden encontrar de manera gratuita y al completo en dicha aplicación, y ha conseguido publicar seis de ellas en papel, a través de la Editorial Montena, bajo el sello de Wattpad. Sus obras han sido traducidas en varios idiomas como son el inglés o el francés.

## Publicaciones en papel
- Mi amor de Wattpad (2016, Editorial Planeta). Reedición (2021, Editorial Planeta).
- Sigue mi voz (2022, Montena).
- A través de mi ventana (Hermanos Hidalgo 1) (2019, Alfaguara).
- A través de ti (Hermanos Hidalgo 2) (2021, Montena).
- A través de la lluvia (Hermanos Hidalgo 3) (2022, Montena).
- Heist: ¿Cazar o ser cazado? (Darks 1) (2021, Montena).
- Fleur: Mi desesperada decisión (Darks 0) (2022, Montena).
- La revelación (Almas perdidas 1) (2023, Montena).
- El nuevo mundo (Almas perdidas 2) (2023, Montena).